# Fear of the Dark (Film)
Fear of the Dark ist ein kanadischer Horrorfilm aus dem Jahr 2002. Regie führte K. C. Bascombe.

## Handlung
Der zwölfjährige Ryan Billings hat aufgrund eines traumatischen Erlebnisses eine akute Phobie gegen Dunkelheit. Er sieht jede Nacht grausame Gestalten, die versuchen ihn zu holen. Jedoch sind die mysteriösen Erscheinungen immer verschwunden, wenn sein älterer Bruder den Raum betritt. Als in einer stürmischen Nacht der Strom ausfällt, herrscht im ganzen Haus eine bedrohliche Dunkelheit und unerklärliche Dinge geschehen. Ryans Befürchtungen scheinen Realität zu werden. Er bestückt sich selbst mit Lampen und versucht gegen die blitzartig erscheinenden „Nachtwesen“ zu bestehen. Sein großer Bruder glaubt zunächst nicht an die Vorkommnisse und wird später selbst mit Erscheinungen konfrontiert, so wird er im Keller von zahlreichen Schaben befallen und seine herbeigeeilte Freundin wird mit aggressiven Hunden konfrontiert. Ryan kann in seinem Zimmer ein Nachtwesen überwältigen. Im Keller setzt er die Stromzufuhr in Betrieb und lässt durch das helle Licht alle Nachtwesen verschwinden. Sein Bruder versucht nun einzuschlafen, doch hinter ihm steht ein Wesen bereits in Lauerstellung.

## Kritiken
„Ein durchaus spannender kleiner Film, der mit einer guten Atmosphäre und ein paar Schockmomenten überzeugen kann. Aber nichts für Gorehounds.“